# Austrolimnophila terpsis
Austrolimnophila terpsis är en tvåvingeart som beskrevs av Alexander 1960. Austrolimnophila terpsis ingår i släktet Austrolimnophila och familjen småharkrankar. Inga underarter finns listade i Catalogue of Life.